# Liste de points extrêmes de la Bosnie-Herzégovine

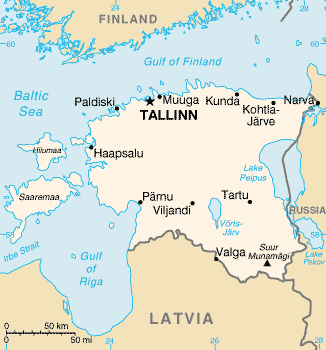
Carte de la Bosnie-Herzégovine

Voici une liste de points extrêmes de la Bosnie-Herzégovine.

## Latitude et longitude
- Nord : Donja Gradina, municipalité de Kozarska Dubica
- Sud : Podštirovnik, ville de Trebinje
- Ouest : Baljevac, ville de Bihać
- Est : Žlijebac, municipalité de Bratunac

## Altitude
- Maximale : Maglić, 2386 m
- Minimale : mer Adriatique, 0 m